# Governació d'Ajlun
La governació o muhàfadha d'Ajlun (àrab: محافظة عجلون, muḥāfaẓat ʿAjlūn) és una governació o muhàfadha de Jordània, amb capital a la ciutat homònima d'Ajlun.
Té una població de 119.000 habitants (2004) distribuïts en 27 pobles i ciutats. La superfície és de 420 km². Hi viuen les tribus Alqudah, Almomani, Freihat, Zoghoul i Rabadi. Les ciutats principals, a més de la capital, són Ain-Janna, Kufranji, Anjara, Sakhra i Ibbeen.
Administrativament es divideix en dues nàhiyes o àrees, Ajlun i Kofranjah.